# 圣莫里斯昂沙朗孔
圣莫里斯昂沙朗孔（法語：Saint-Maurice-en-Chalencon，法語發音：[sɛ̃ moʁis ɑ̃ ʃalɑ̃kɔ̃]）是法国阿尔代什省的一个市镇，属于罗讷河畔图尔农区。

## 地理
圣莫里斯昂沙朗孔（44°51'32"N, 4°35'22"E）面积7.81 平方千米，位于法国奥弗涅-罗讷-阿尔卑斯大区阿尔代什省，该省份为法国东南部内陆省份，北起顺时针与卢瓦尔省、伊泽尔省、德龙省、沃克吕兹省、加尔省、洛泽尔省和上盧瓦爾省接壤。
与圣莫里斯昂沙朗孔接壤的市镇（或旧市镇、城区）包括：沙朗孔、格吕拉斯、圣米歇尔-德沙布里亚努、圣索沃尔德蒙塔居、锡亚克。

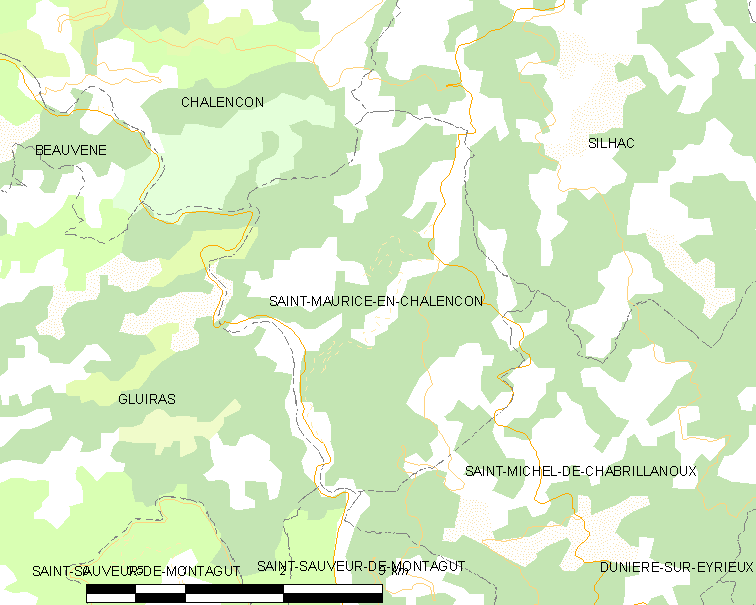
圣莫里斯昂沙朗孔的OSM定位图

圣莫里斯昂沙朗孔的时区为UTC+01:00、UTC+02:00（夏令时）。

## 行政
圣莫里斯昂沙朗孔的邮政编码为07190，INSEE市镇编码为07274。

## 政治
圣莫里斯昂沙朗孔所属的省级选区为上埃里约县。

## 人口

1962-2008年间圣莫里斯昂沙朗孔人口变化图示

圣莫里斯昂沙朗孔于2022年1月1日时的人口数量为200人。